# Jimmy Alapag
Jimmy Alapag (Upland, 30 december 1977) is een Filipijns professioneel basketballer. Alapag is een Point-guard en staat bekend om zijn vele driepunters. Hij staat wel bekend als de "mighty mouse", vanwege zijn ondanks zijn geringe lengte, meedogenloze stijl.

## Biografie
Alapag werd geboren op 30 december 1977 in Upland in de Amerikaanse staat Californië. Hij groeide op in de Verenigde Staten en speelde collegebasketbal voor California State University, San Bernardino in de 2e divisie van de NCAA. In het seizoen 1999/2000 speelde hij zich met een gemiddelde van 4,7 assists per wedstrijd in recordboeken. Ook werd hij gekozen in het "Second Team" van de westelijke regio van de 2e divisie van de NCAA. 
In 2003 werd hij professioneel basketballer in de Filipijnen, nadat hij als tiende in de 1e ronde van de PBA Draft werd gekozen door de Talk 'N Text Tropang Texters. In zijn eerste seizoen won Alapag met Talk 'N Text direct de All-Filipino Conference. Hij maakte dat seizoen de meeste driepunters en gaf de meeste assists. Door zijn prestaties werd hij gekozen tot Rookie van het jaar van de PBA. Ook werd hij gekozen in het Mythical First Team van 2003. In het seizoen 2004/05 trok hij deze lijn door. Met de Phone Pals bereikte hij twee maal op rij de finale van een PBA-competitie. Tevens werd hij opnieuw opgenomen in het Mythical First Team.
De jaren erna speelde Alapag met een consistente niveau zijn wedstrijden voor Talk 'N Text. Gedurende enkele jaren slaagde hij er echter niet meer in een finale te behalen met zijn team tot het seizoen 2008/09, toen Talk 'N Text de Philippine Cup wist te winnen door in de finale de Alaska Aces te verslaan. Het seizoen 2010/11 werd voor Alapag een groot succes. Met Talk 'N Text won hij de eerste twee competities van het seizoen en was hij met zijn team finalist in de Governors Cup. Alapag werd dat jaar bovendien gekozen tot Most Valuable Player (MVP) van de PBA. Ook in het seizoen 2011/12 was hij met Talk 'N Text succesvol. De titel in de Philippine Cup werd met succes verdedigd en in ook werd de finale van de Commissioner's Cup bereikt.
Alapag speelde ook diverse toernooien voor het Filipijns nationaal basketbalteam. Zo maakte hij deel uit van het team dat in 2005 deelnam aan de FIBA Asia Champions Cup in de Filipijnen. In 2007 werd hij opnieuw geselecteerd toen de Filipijnen deelnamen aan een Olympisch kwalificatietoernooi. In 2012 won hij met de Filipijnen de William Jones Cup in de Taiwanese hoofdstad Taipei. Een jaar later behaalde Alapag met het Filipijnse team een zilveren medaille op het Aziatisch kampioenschap basketbal 2013. De Filipijnen kwalificeerden zich door deze eindklassering voor het eerst sinds jaren weer voor het wereldkampioenschap basketbal.